# Massimiliano Rota
Massimiliano Rota (Terni, 6 giugno 1970) è un ex atleta ed ex bobbista italiano.

## Biografia
Nel 1989 gareggiò ai Campionati europei juniores a Varaždin, dove si classificò all'8º posto nel salto in lungo con la misura di 7,28 metri.
Entrato a far parte del G.S. Fiamme Gialle, venne selezionato per la Nazionale di bob dell'Italia.
Nella Coppa del Mondo di bob 1997-1998 giunse al 3º posto con il bob a quattro nella tappa di Cortina d'Ampezzo.
In seguito, partecipò a due Olimpiadi invernali con il bob a quattro: fu 14° ai Giochi invernali di Nagano 1998 e 19° a Salt Lake City 2002.
Vinse sette medaglie ai Campionati italiani di bob: nel bob a due ottenne un oro nel 2004 e tre argenti nel 1998, 2000 e 2001 sempre in coppia con Fabrizio Tosini; nel bob a quattro ottenne due ori nel 2000 e 2004 e un argento nel 2001.